# Jacobo de Nísibis
Jacobo de Nísibis (Jacobus, Ἰάκωβος) (Nísibis 270-341), conocido también como Santiago de Nísibe o Jacobo Magno (Magnus) o el Grande (ὁ μεγας), fue un religioso sirio. Nació en Nísibis, también conocida por Antioquía de Migdonia (o Migdónica, latín Antiocheia ad Mygdonium o Mygdonica) una ciudad de Mesopotamia en la frontera persa, que hoy lleva el nombre de Nusaybin.
Escogió la vida de soledad y ascetismo en las montañas, durmiendo sobre los matojos la mayor parte del año y buscando el refugio de alguna cueva en los meses más rigurosos del invierno. Teodoreto de Ciro le atribuye facultades de taumaturgo y profeta y otros poderes milagrosos, incluso resucitar a los muertos.
Predicó más tarde en Persia y a su retorno fue nombrado obispo de Nísibis y dejó la soledad y se trasladó a la ciudad, pero continuó una vida dura de sacrificio. Fue benefactor de los pobres, guardián de las viudas y huérfanos y protector de los enfermos. Entre ellos, Efrén, que fue expulsado de la casa de su padre cuando se negó a participar en las prácticas idólatras del padre.
El libro Menaea de los griegos le atribuye numerosas conversiones de paganos. Genadio de Marsella dice que sufrió las persecuciones de los sucesores de Diocleciano. Estuvo presente en el primer concilio de Nicea en 325 y fue uno de los campeones de las consubstancialistas, y aún aparece como firmante en las actas del concilio de Antioquía en 341.
Fue probablemente en el 338 cuando el rey persa Sapor II asedió Nísibis y el obispo Jacobo animó la defensa subiendo a las murallas a orar. Entonces gran cantidad de insectos atacaron a los caballos de los persas y tuvieron que levantar el asedio. Eso fue considerado una respuesta a las oraciones de Jacobo. 
Probablemente murió unos tres años después (hacia 341 o 342), aunque que Dionisio, patriarca de los jacobitas, en su Crónica Siria, sitúa su muerte en 338. 
El martirologio de los cristianos romanos se conmemora el 15 de julio, en el menologio griego el 31 de octubre, al sinaxario de los maronitas el 13 de enero y en el libro de la Iglesia copta el 18 del mes tybi.